# Paradise Beach (serie televisiva)
Paradise Beach è una serie televisiva australiana composta in totale da 260 episodi, trasmessi in prima visione tra il 1993 e il 1994. 

## La serie
La serie, creata da Wayne Doyle, è stata per molti versi la risposta australiana a Baywatch, avendo per personaggi principalmente giovani guardaspiagge che vivono e lavorano a Gold Coast. Fu prodotta da Village Roadshow Pictures in collaborazione con New World Television per il Nine Network.
In Italia fu mandata in onda da Rai 2 nella stagione televisiva 1994/1995 dal lunedì al venerdì nella fascia oraria del primo pomeriggio.